# 2000-es labdarúgó-Európa-bajnokság (selejtező – 1. csoport)
A 2000-es labdarúgó-Európa-bajnokság selejtezőjének 1. csoportjának mérkőzéseit tartalmazó lapja. A csoportban Olaszország, Dánia, Svájc, Wales és Fehéroroszország szerepelt. A csapatok körmérkőzéses, oda-visszavágós rendszerben játszottak egymással.
Olaszország kijutott a 2000-es labdarúgó-Európa-bajnokságra. Dánia pótselejtezőt játszott, amelyet megnyert és kijutott az Eb-re.

## Tabella
| Hely. | Csapat           | M | Gy | D | V | G+ | G– | Gk | P  | Továbbjutás                           |     | Olaszország | Dánia | Svájc | Wales | Fehéroroszország |
| ----- | ---------------- | - | -- | - | - | -- | -- | -- | -- | ------------------------------------- | --- | ----------- | ----- | ----- | ----- | ---------------- |
| 1.    | Olaszország      | 8 | 4  | 3 | 1 | 13 | 5  | +8 | 15 | Kijutott a 2000-es Európa-bajnokságra |     | —           | 2–3   | 2–0   | 4–0   | 1–1              |
| 2.    | Dánia            | 8 | 4  | 2 | 2 | 11 | 8  | +3 | 14 | Pótselejtezőbe került                 |     | 1–2         | —     | 2–1   | 1–2   | 1–0              |
| 3.    | Svájc            | 8 | 4  | 2 | 2 | 9  | 5  | +4 | 14 |                                       |     | 0–0         | 1–1   | —     | 2–0   | 2–0              |
| 4.    | Wales            | 8 | 3  | 0 | 5 | 7  | 16 | −9 | 9  |                                       | 0–2 | 0–2         | 0–2   | —     | 3–2   |                  |
| 5.    | Fehéroroszország | 8 | 0  | 3 | 5 | 4  | 10 | −6 | 3  |                                       | 0–0 | 0–0         | 0–1   | 1–2   | —     |                  |

1. 1 2  Egymás elleni pontszám: Dánia 4, Svájc 1.

## Mérkőzések
| 1998. szeptember 5. |

| Fehéroroszország | 0–0         | Dánia |
| ---------------- | ----------- | ----- |
|                  | Jegyzőkönyv |       |

| Dinamo, Minszk Nézőszám: 32 000 Játékvezető: Georg Dardenne (német) |

| 1998. szeptember 5. |

| Wales | 0–2               | Olaszország         |
| ----- | ----------------- | ------------------- |
|       | (0–1) Jegyzőkönyv | Fuser 19' Vieri 77' |

| Anfield Road, Liverpool, Anglia Nézőszám: 23 160 Játékvezető: Terje Hauge (norvég) |

| 1998. október 10. |

| Dánia           | 1–2               | Wales                    |
| --------------- | ----------------- | ------------------------ |
| Frederiksen 58' | (0–0) Jegyzőkönyv | Williams 59' Bellamy 86' |

| Parken Stadion, Koppenhága Nézőszám: 36 009 Játékvezető: Piller Sándor (magyar) |

| 1998. október 10. |

| Olaszország       | 2–0               | Svájc |
| ----------------- | ----------------- | ----- |
| Del Piero 19' 61' | (1–0) Jegyzőkönyv |       |

| Stadio del Friuli, Udine Nézőszám: 35 247 Játékvezető: Alain Sars (francia) |

| 1998. október 14. |

| Svájc         | 1–1               | Dánia        |
| ------------- | ----------------- | ------------ |
| Chapuisat 58' | (0–0) Jegyzőkönyv | Tobiasen 90' |

| Hardturm Stadion, Zürich Nézőszám: 12 500 Játékvezető: Miroslav Radoman (jugoszláv) |

| 1998. október 14. |

| Wales                               | 3–2               | Fehéroroszország          |
| ----------------------------------- | ----------------- | ------------------------- |
| Robinson 14' Coleman 53' Symons 84' | (1–1) Jegyzőkönyv | Gurenko 20' Belkevich 48' |

| Ninian Park, Cardiff Nézőszám: 21 508 Játékvezető: Lawrence Sammut (máltai) |

| 1999. március 27. |

| Fehéroroszország | 0–1               | Svájc        |
| ---------------- | ----------------- | ------------ |
|                  | (0–0) Jegyzőkönyv | Fournier 72' |

| Dinamo Stadium, Minszk Nézőszám: 35 000 Játékvezető: Oğuz Sarvan (török) |

| 1999. március 27. |

| Dánia    | 1–2               | Olaszország          |
| -------- | ----------------- | -------------------- |
| Sand 58' | (0–1) Jegyzőkönyv | Inzaghi 1' Conte 70' |

| Parken Stadion, Koppenhága Nézőszám: 41 429 Játékvezető: Antonio López Nieto (spanyol) |

| 1999. március 31. |

| Svájc            | 2–0               | Wales |
| ---------------- | ----------------- | ----- |
| Chapuisat 4' 70' | (1–0) Jegyzőkönyv |       |

| Letzigrund, Zürich Nézőszám: 13 500 Játékvezető: Miroslav Liba (cseh) |

| 1999. március 31. |

| Olaszország            | 1–1               | Fehéroroszország |
| ---------------------- | ----------------- | ---------------- |
| Inzaghi 31' (11-esből) | (1–1) Jegyzőkönyv | Belkevich 24'    |

| Stadio del Conero, Ancona Nézőszám: 20 735 Játékvezető: Michel Piraux (belga) |

| 1999. június 5. |

| Dánia       | 1–0               | Fehéroroszország |
| ----------- | ----------------- | ---------------- |
| Heintze 23' | (1–0) Jegyzőkönyv |                  |

| Parken Stadion, Koppenhága Nézőszám: 24 876 Játékvezető: Lucilio Batista (portugál) |

| 1999. június 5. |

| Olaszország                                 | 4–0               | Wales |
| ------------------------------------------- | ----------------- | ----- |
| Vieri 7' Inzaghi 37' Maldini 40' Chiesa 89' | (3–0) Jegyzőkönyv |       |

| Stadio DallAra, Bologna Nézőszám: 12 392 Játékvezető: Edgar Steinborn (német) |

| 1999. június 9. |

| Svájc | 0–0         | Olaszország |
| ----- | ----------- | ----------- |
|       | Jegyzőkönyv |             |

| Stade Olympique de la Pontaise, Lausanne Nézőszám: 13 124 Játékvezető: Graham Poll (angol) |

| 1999. június 9. |

| Wales | 0–2               | Dánia                               |
| ----- | ----------------- | ----------------------------------- |
|       | (0–0) Jegyzőkönyv | Tommason 84' Tøfting 89' (11-esből) |

| Anfield Road, Liverpool, Anglia Nézőszám: 10 956 Játékvezető: Armand Ancion (belga) |

| 1999. szeptember 4. |

| Fehéroroszország | 1–2               | Wales                  |
| ---------------- | ----------------- | ---------------------- |
| Baranov 30'      | (1–1) Jegyzőkönyv | Saunders 42' Giggs 86' |

| Dinamo Stadium, Minszk Nézőszám: 25 000 Játékvezető: Tom Henning Øvrebø (norvég) |

| 1999. szeptember 4. |

| Dánia                       | 2–1               | Svájc          |
| --------------------------- | ----------------- | -------------- |
| A. Nielsen 54' Tomasson 81' | (0–0) Jegyzőkönyv | Türkyilmaz 79' |

| Parken Stadion, Koppenhága Nézőszám: 41 667 Játékvezető: Ryszard Wójcik (lengyel) |

| 1999. szeptember 8. |

| Svájc                         | 2–0               | Fehéroroszország |
| ----------------------------- | ----------------- | ---------------- |
| Türkyilmaz 68' 86' (11-esből) | (0–0) Jegyzőkönyv |                  |

| Stade Olympique de la Pontaise, Lausanne Nézőszám: 12 500 Játékvezető: Leslie Irvine (ír) |

| 1999. szeptember 8. 20:45 (UTC+1) |

| Olaszország         | 2–3               | Dánia                                               |
| ------------------- | ----------------- | --------------------------------------------------- |
| Fuser 10' Vieri 34' | (2–1) Jegyzőkönyv | Jørgensen 39' (11-esből) Wieghorst 58' Tomasson 64' |

| San Paolo Stadion, Nápoly Nézőszám: 48 919 Játékvezető: Dick Jol (holland) |

| 1999. október 9. |

| Fehéroroszország | 0–0         | Olaszország |
| ---------------- | ----------- | ----------- |
|                  | Jegyzőkönyv |             |

| Dinamo Stadium, Minszk Nézőszám: 32 000 Játékvezető: Claude Colombo (francia) |

| 1999. október 9. |

| Wales | 0–2               | Svájc                |
| ----- | ----------------- | -------------------- |
|       | (0–1) Jegyzőkönyv | Ray 16' Bühlmann 59' |

| Racecourse Ground, Wrexham Nézőszám: 5064 Játékvezető: Spiridon Papadakos (görög) |